# Wrociszów Dolny-Kolonia
Wrociszów Dolny-Kolonia – kolonia w Polsce, położona w województwie dolnośląskim, w powiecie zgorzeleckim, w gminie Sulików.
W latach 1975–1998 miejscowość administracyjnie należała do województwa jeleniogórskiego.
Do 2023 r. miejscowość była częścią wsi Wrociszów Dolny.